# Community (Fernsehserie)
Community ist eine US-amerikanische Comedyserie, die von Dan Harmon entwickelt wurde. Zentrum der Handlung bildet eine Lerngruppe von Studenten am fiktiven Greendale Community College, die alle das Ziel haben ihren Abschluss zu machen. Die Serie wurde zunächst fünf Staffeln lang vom 17. September 2009 bis zum 17. April 2014 auf dem US-Sender NBC ausgestrahlt, danach von NBC eingestellt und daraufhin von Yahoo für eine weitere Staffel verlängert. Die sechste und zugleich letzte wurde vom 17. März bis zum 2. Juni 2015 wöchentlich auf Yahoo veröffentlicht. In Deutschland wurde die Serie erstmals von 2012 bis 2015 ausgestrahlt. Die Serie erhielt überwiegend gute Kritiken. Bekannt ist die Serie vor allem für ihren Humor und die charakterzentrierte Struktur sowie für Subversion von Film- und Fernseh-Klischees, Parodien und Popkultur-Bezüge.

## Handlung
Nachdem Jeff Winger seine Anwaltszulassung verloren hat, da sein Abschluss gefälscht war, ist er gezwungen, sein Diplom nachzuholen. Deshalb besucht er ein Community College in Greendale, Colorado. Die Serie legt den Fokus auf eine Lerngruppe, die er dort gründet, um Britta Perry, auf die er ein Auge geworfen hat, näher zu kommen. Zunächst widerwillig, schließt Jeff bald Freundschaft mit den Mitgliedern der Gruppe, die bald zu einer Gemeinschaft (englisch Community) zusammenwächst.

## Figuren
Hauptcharaktere der Serie sind die Mitglieder der von Jeff Winger gegründeten Lerngruppe: Jeff, redegewandter ehemaliger Anwalt; Britta Perry, frühere Anarchistin, die ihr Leben wieder auf die Reihe zu bekommen versucht; Pierce Hawthorne, ein gealterter Großindustrieller und Millionär, der Greendale aus Einsamkeit besucht; Abed Nadir, Popkultur-Geek und Filmstudent, der Probleme hat, soziale Kontakte zu knüpfen; Shirley Bennett, frisch geschiedene Mutter, die nach Unabhängigkeit strebt und überzeugte Christin ist; Troy Barnes, früherer High School Quarterback, der sein Football-Stipendium durch eine vermeintliche Verletzung verloren hat und anschließend nach Greendale wechselte, und Annie Edison, pedantischer Ehrgeizling, die nach Abhängigkeit von Adderall und einem Nervenzusammenbruch im Community College ihren ehrgeizigen Karrierezielen wieder nahe kommen will.
Darüber hinaus erscheinen folgende Figuren regelmäßig: Ben „Señor“ Chang, der zu Beginn als Spanischlehrer arbeitet, im weiteren Verlauf zudem als Student, Sicherheitschef des Colleges, „Changnesia“-Patient und schließlich wieder als Lehrkraft auftritt, der britische Psychologieprofessor Ian Duncan sowie der Dekan Craig Pelton, der darum ringt, dass sein College wie eine richtige Universität erscheint und nahezu zwanghaft versucht, politisch korrekt zu sein. In der 5. Staffel stößt Buzz Hickey, Professor für Kriminologie, zum Kreis der regelmäßig auftretenden Figuren.

## Besetzung und Synchronisation

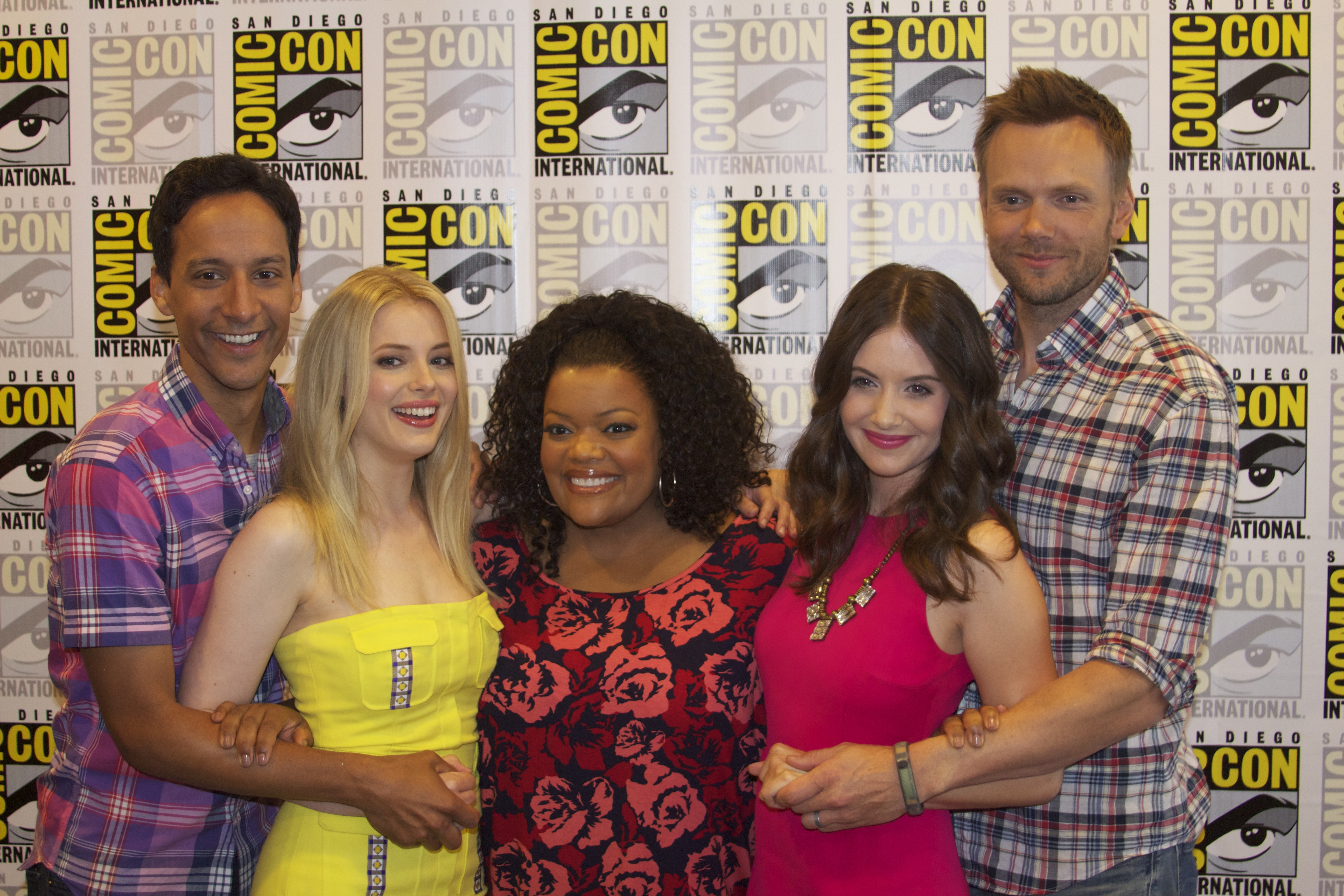
Danny Pudi, Gillian Jacobs, Yvette Nicole Brown, Alison Brie und Joel McHale auf der San Diego Comic-Con 2012

Die deutsche Synchronisation entstand durch die Dialogbücher von Peter Woratz, Kathrin Simon und Sabine Sebastian unter der Dialogregie von Peter Woratz durch die Synchronfirma Scalamedia GmbH in München. Während die deutsche Synchronisation der ersten beiden Staffeln bereits Ende 2011 fertig war, begann die Ausstrahlung erst Mitte 2012.

### Hauptdarsteller
| Rollenname            | Schauspieler/in     | Hauptrolle (Episoden) | Nebenrolle (Episoden) | Synchronsprecher/in |
| --------------------- | ------------------- | --------------------- | --------------------- | ------------------- |
| Jeffrey „Jeff“ Winger | Joel McHale         | 1.01–6.13             |                       | Manou Lubowski      |
| Britta Perry          | Gillian Jacobs      | 1.01–6.13             |                       | Kathrin Gaube       |
| Abed Nadir            | Danny Pudi          | 1.01–6.13             |                       | Patrick Schröder    |
| Annie Edison          | Alison Brie         | 1.01–6.13             |                       | Farina Brock        |
| Shirley Bennett       | Yvette Nicole Brown | 1.01–5.13             | 6.01, 6.13            | Sandra Schwittau    |
| Troy Barnes           | Donald Glover       | 1.01–5.05             | 6.05 1                | Benedikt Gutjan     |
| Pierce Hawthorne      | Chevy Chase         | 1.01–4.13             | 5.01                  | Michael Brennicke   |
| Benjamin „Ben“ Chang  | Ken Jeong           | 1.02–6.13             |                       | Gerd Meyer          |
| Craig Pelton          | Jim Rash            | 3.01–6.13             | 1.01–2.24 2           | Christian Weygand   |

### Nebendarsteller
| Rollenname                 | Schauspieler/in      | Episoden | Synchronsprecher/in                                   |
| -------------------------- | -------------------- | --- | ----------------------------------------------------- |
| Dr. Ian Duncan             | John Oliver          | 1.01, 1.04–1.05, 1.25, 2.03–2.05, 2.11–2.12, 2.15, 2.21–2.22, 5.03–5.07, 5.11–5.13                                                                                                   | Claus-Peter Damitz                                    |
| Leonard Briggs             | Richard Erdman       | 1.02–1.07, 1.10, 1.13–2.02, 2.05–2.07, 2.15–2.17, 2.22–2.24, 3.01, 3.08–3.10, 3.13–3.14, 3.17–3.18, 3.22, 5.03–5.05, 5.08, 5.12–5.12, 6.01, 6.05–6.09, 6.13                          | Gerhard Jilka                                         |
| Alex „Sternbacke“ Osbourne | Dino Stamatopoulos   | 1.02–1.07, 1.10, 1.13, 1.15–1.16, 1.18–2.01, 2.03, 2.05, 2.07, 2.15–2.17, 2.22–2.24, 3.01, 3.08, 3.10, 3.13–3.14, 3.17–3.18, 3.22, 5.03, 5.05, 5.08, 5.12–5.13, 6.01, 6.11           | Paul Sedlmeir                                         |
| Garrett Lambert            | Erik Charles Nielsen | 1.04–1.05, 1.10, 1.21, 1.23, 1.25, 2.02, 2.06–2.07, 2.13–2.17, 2.20, 2.23–2.24, 3.02, 3.08–3.09, 3.13–3.14, 3.17–3.19, 3.22, 4.04, 4.06–4.07, 4.09, 4.13, 5.02–5.08, 6.01, 6.05–6.13 | Stefan Günther (1.04–1.05) Torben Liebrecht (ab 1.23) |
| Vaughn Miller              | Eric Christian Olsen | 1.04, 1.08, 1.15, 1.25 | Manuel Straube                                        |
| Michelle Slater            | Lauren Stamile       | 1.07, 1.14, 1.16, 1.18, 1.25 | Kathrin Simon                                         |
| Jerry                      | Jerry Minor          | 1.24, 2.24, 3.06, 3.17, 4.11, 5.06 | Philipp Brammer                                       |
| Fat Neil                   | Charley Koontz       | 2.12, 2.14, 2.22–2.23, 3.08, 3.14, 3.17, 4.01, 4.07, 4.13, 5.02–5.06, 5.10, 6.06 | Manuel Straube                                        |
| Andre Bennett              | Malcolm-Jamal Warner | 2.12, 2.18, 2.22, 3.11 | Ole Pfennig                                           |
| Magnitude                  | Luke Youngblood      | 2.15, 2.17, 2.24, 3.03, 3.08, 3.10, 3.13, 3.15, 3.17, 4.07, 4.12, 4.13, 5.02, 5.05, 6.08                                                                                             | Tim Schwarzmaier                                      |
| Vicki Jenkins              | Danielle Kaplowitz   | 2.17, 2.20–2.24, 3.02, 3.03, 3.10, 3.17–3.19, 4.01, 4.04, 4.07, 4.13, 5.03, 5.05, 5.08, 6.01, 6.03, 6.07, 6.11, 6.13                                                                 | Maren Rainer                                          |
| Black Rider                | Josh Holloway        | 2.23 | Matthias Klie                                         |
| Robert Laybourne           | John Goodman         | 3.01, 3.06, 3.13, 3.15, 3.21–3.22 | Hartmut Neugebauer                                    |
| Prof. Marshall Kane        | Michael K. Williams  | 3.01, 3.03, 3.17 | Tobias Lelle                                          |
| Todd Jacobson              | David Neher          | 3.04, 3.17, 4.04, 4.13, 6.01, 6.07, 6.11–6.13 | Roman Wolko                                           |
| Rachel                     | Brie Larson          | 4.08, 5.06, 5.09 | Laura Maire                                           |
| Buzz Hickey                | Jonathan Banks       | 5.02–5.13 | Ekkehardt Belle                                       |
| Francesca „Frankie“ Dart   | Paget Brewster       | 6.01–6.13 | Claudia Urbschat-Mingues                              |
| Elroy Patashnik            | Keith David          | 6.02–6.13 | Thomas Rauscher                                       |

## Hintergrund
Community Colleges in den USA sind Einrichtungen von lokaler Bedeutung, die zwei Jahre College und/oder Berufsausbildungen anbieten, so dass man als Junior (3. Collegejahr) an einem Vier-Jahres-College bzw. an einer Universität anfangen kann. Dieser Weg empfiehlt sich, wenn man aus der Highschool schlechte Noten hat oder die teuren Studiengebühren eines College nicht zahlen kann.

## Produktion und Ausstrahlung
| Staffel | Folgen | Vereinigte Staaten NBC | Vereinigte Staaten NBC | Deutschland ProSieben, ProSieben Fun, Comedy Central | Deutschland ProSieben, ProSieben Fun, Comedy Central |
| Staffel | Folgen | Premiere               | Finale                 | Premiere                                             | Finale                                               |
| ------- | ------ | ---------------------- | ---------------------- | ---------------------------------------------------- | ---------------------------------------------------- |
| 1       | 25     | 17. September 2009     | 20. Mai 2010           | 28. April 2012                                       | 21. Juli 2012                                        |
| 2       | 24     | 23. September 2010     | 12. Mai 2011           | 25. Januar 2013                                      | 12. Februar 2013                                     |
| 3       | 22     | 22. September 2011     | 17. Mai 2012           | 12. Februar 2013                                     | 27. Februar 2013                                     |
| 4       | 13     | 7. Februar 2013        | 9. Mai 2013            | 6. August 2013                                       | 13. August 2013                                      |
| 5       | 13     | 2. Januar 2014         | 17. April 2014         | 26. Oktober 2014                                     | 4. Januar 2015                                       |
| 6       | 13     | 17. März 2015          | 2. Juni 2015           | 2. August 2015                                       | 11. Oktober 2015                                     |

Vereinigte Staaten
Die Serie startete am 17. September 2009 auf dem US-Sender NBC als Koproduktion von Universal Television und Sony Pictures Television. Die Pilotfolge, welche nach der Staffelpremiere von The Office lief, erreichte in etwa 7,89 Millionen Zuschauer und ein Rating von 3,8 in der werberelevanten Zielgruppe der 18–49-Jährigen. Obwohl die Quoten in den darauffolgenden Wochen zurückgingen, orderte NBC Ende Oktober 2009 eine volle Staffel mit 22 Episoden, sowie im folgenden Januar nochmals drei weitere, sodass die erste Staffel auf insgesamt 25 Episoden kommt. Insgesamt wurde die erste Staffel im Durchschnitt von 4,99 Millionen Menschen gesehen, wodurch sie auf Rang 97 unter allen ausgestrahlten Serien in dieser Season kam. Daraus resultierte die am 5. März 2010 bekannt gegebene Verlängerung für eine zweite Staffel.
Die Ausstrahlung dieser Staffel begann am 23. September 2010 auf NBC. Während die Staffelpremiere noch von knapp fünf Millionen gesehen wurde, fielen die Zuschauerzahlen gegen Ende der Staffel auf knapp drei Millionen zurück. Im Durchschnitt wurde die zweite Staffel von 4,48 Millionen US-Amerikaner gesehen und erreichte damit Rang 115.
Obwohl die Einschaltquoten noch weiter sanken, gab NBC Mitte März 2011 die Bestellung einer dritten Staffel bekannt, deren Ausstrahlung am 22. September 2011 im amerikanischen Fernsehen begann. Im November 2011 gab NBC schließlich bekannt, dass Community nach der Weihnachtspause aus dem Programm genommen und durch 30 Rock ersetzt wird. Die Ausstrahlung der restlichen zwölf Episoden der dritten Staffel begann am 15. März 2012. Zum Finale der dritten Staffel am 17. Mai 2012 wurden drei Episoden am Stück gezeigt. Wie bereits in der letzten Season verlor Community einige Zuschauer und kam in der Season 2011–2012 auf durchschnittlich 4,03 Millionen Zuschauer und einen Rang von 128.
Im Mai 2012 verlängerte NBC die Serie um eine dreizehnteilige vierte Staffel. Zeitgleich entließ die Produktionsfirma Sony Pictures Television Serienschöpfer Dan Harmon von seiner Position als Showrunner. Die Ausstrahlung der vierten Staffel begann bei NBC am 7. Februar 2013. Nachdem die Serie noch mit 3,9 Millionen Zuschauern gestartet war, fielen die Einschaltquoten bis auf ein Serientief von 2,3 Millionen Zuschauer. Mit dem Ende der Staffel am 9. Mai 2013 nahmen die Einschaltquoten wieder leicht zu. Im Durchschnitt wurde die vierte Staffel von 2,9 Millionen Zuschauern gesehen. Kritiker und Zuschauer bemängelten in der vierten Staffel einen qualitativen Einbruch durch Harmons Weggang. Mit dem Ende der Staffel verließ auch Chevy Chase die Serie. Dieser war bereits zuvor in die Presse gekommen, da er Konflikte mit den Machern der Serie hatte.
Trotz der geringen Einschaltquoten wurde am 10. Mai 2013 die Verlängerung der Serie um eine 13-teilige fünfte Staffel bekanntgegeben. Dan Harmon kehrte für diese Staffel als Showrunner zurück. Chevy Chase kehrte für einen Gastauftritt in der ersten Folge der fünften Staffel zurück. Donald Glover trat nur in den ersten fünf Folgen der fünften Staffel auf und verließ die Serie daraufhin, um sich anderen Projekten zu widmen. Die fünfte Staffel startete am 2. Januar 2014 bei NBC. Das fünfte Staffelfinale lief am 17. April 2014. Drei Wochen später, am 9. Mai 2014, gab NBC die Einstellung der Serie bekannt.
Am 30. Juni 2014 gab Yahoo eine 13-teilige sechste und letzte Staffel für ihren Streamingdienst Yahoo! Screen in Auftrag. Yvette Nicole Brown verließ die Serie nach der ersten Folge der sechsten Staffel aufgrund von familiären Problemen. Für das Serienfinale kehrte sie zur Serie zurück. Die sechste Staffel wurde ab dem 17. März 2015 auf Yahoo Screen wöchentlich veröffentlicht. Die letzte Folge erschien am 2. Juni 2015.
Deutschland
Die Ausstrahlungsrechte an der Serie in Deutschland besitzt die ProSiebenSat.1 Group. Der Sender ProSieben strahlte die erste Staffel vom 28. April bis zum 21. Juli 2012 in Doppelfolgen im Samstagnachmittagsprogramm aus.
Vom 25. Januar bis zum 12. Februar 2013 strahlte der Pay-TV-Sender ProSieben Fun die zweite Staffel montags bis freitags in Doppelfolgen aus, direkt im Anschluss, vom 12. bis 27. Februar 2013 folgte die dritte Staffel. Die vierte Staffel wurde vom 6. bis zum 13. August 2013 bei ProSieben Fun ausgestrahlt.
Im Free-TV strahlte Comedy Central von März bis Juli 2013 die ersten drei Staffeln der Serie aus. Die vierte Staffel folgte vom 20. Oktober 2013 bis zum 5. Januar 2014. Die fünfte Staffel wurde erstmals vom 26. Oktober 2014 bis zum 4. Januar 2015 gezeigt. Die sechste Staffel wurde ab dem 2. August 2015 ausgestrahlt.
2020 kaufte Netflix die Rechte an der Serie, weshalb die Serie seitdem über diesen Streaminganbieter verfügbar ist.
Im Juni 2020 entfernte Netflix die 14. Episode der zweiten Staffel (Fat Neil schlägt zurück) von der Plattform, weil Ken Jeong darin in Blackface zu sehen ist. Beim Streaming-Anbieter Amazon Prime ist die Folge weiterhin verfügbar.
Im April 2024 erwarb ProSieben die exklusiven Ausstrahlungs- und Streamingrechte für Deutschland und strahlt die Serie seitdem über seinen PayTV-Sender ProSieben Fun aus. Auf den Streamingdiensten Amazon Prime und Netflix war die Serie in Deutschland seitdem nicht mehr verfügbar.

## DVD-Veröffentlichung
Vereinigte Staaten
- Staffel 1 erschien am 21. September 2010
- Staffel 2 erschien am 6. September 2011
- Staffel 3 erschien am 14. August 2012
- Staffel 4 erschien am 6. August 2013
- Staffel 5 erschien am 5. August 2014
- Staffel 6 erschien am 8. März 2016

Vereinigtes Königreich
- Staffel 1 erschien am 14. November 2011
- Staffel 2 erschien am 24. September 2012
- Staffel 3 erschien am 2. September 2013
- Staffel 4 erschien am 28. Oktober 2013
- Staffel 5 erschien am 13. Oktober 2014
- Staffel 6 erschien am 21. März 2016

Deutschland
- Staffel 1 erschien am 26. Juli 2012
- Staffel 2 erschien am 10. September 2015
- Staffel 3 erschien am 8. Oktober 2015
- Staffel 4 erschien am 5. November 2015
- Staffel 5 erschien am 3. Dezember 2015
- Staffel 6 erschien am 6. Oktober 2016